# Ejército Partisano de Berdiansk

Logo del Ejército Partisano de Berdiansk

El Ejército Partisano de Berdiansk (en ucraniano: Бердянська Партизанська Армія (БПА), transl.: Berdyansʹka Partyzansʹka Armiya) es un grupo armado ucraniano cuyo marco de operaciones: acciones de resistencia contra las fuerzas de ocupación rusas en la región en el marco de la invasión rusa de Ucrania.
Entre sus acciones se encuentran actos de sabotajes y atentados contra militares y colaboracionistas como fue el caso de Alexei Kolesnikov, quien falleció en un atentado con coche bomba.